# منطقه زمین‌گرمایی زیرزمینی ناپل

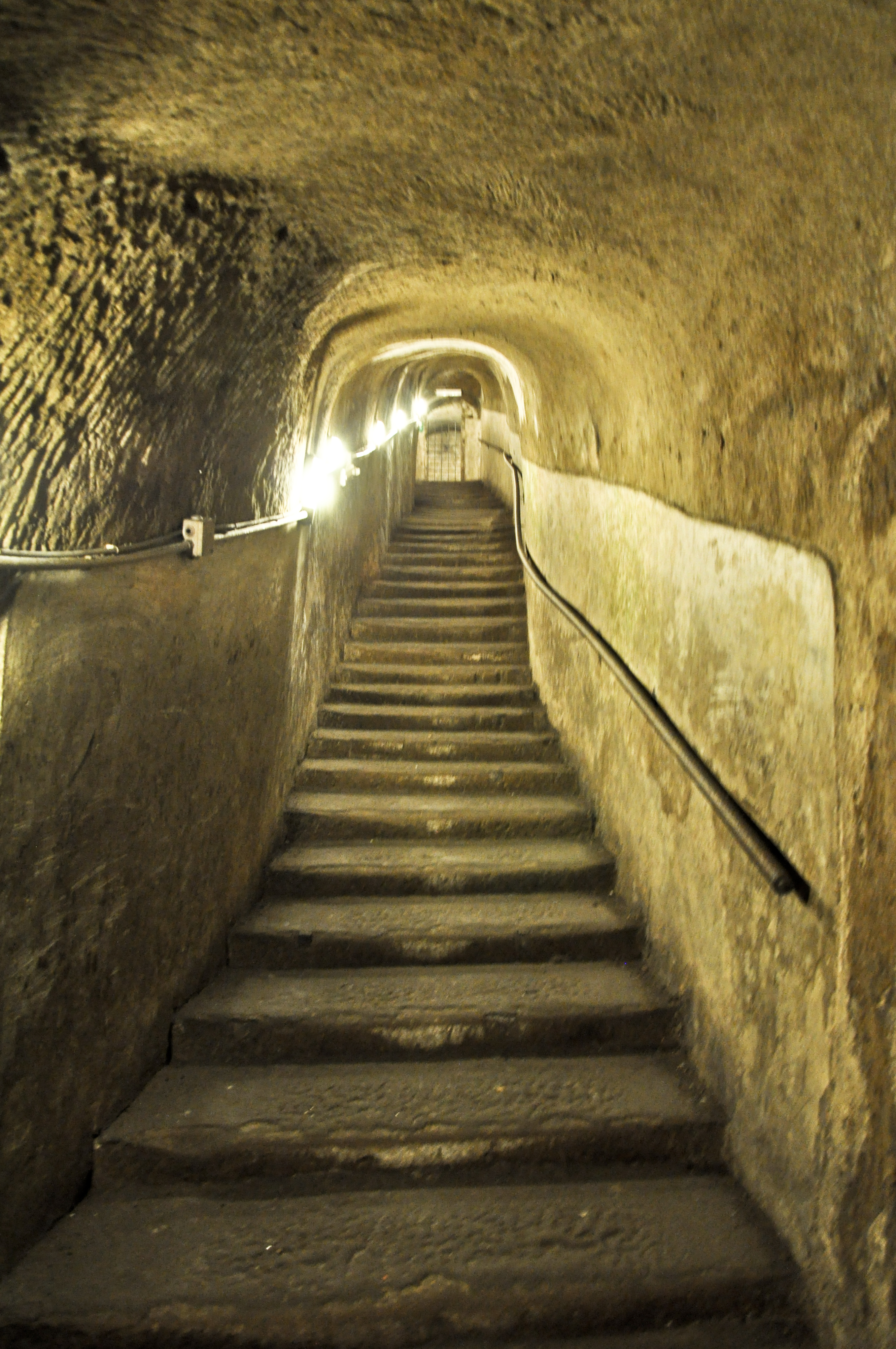
یکی از تونل‌های وابسته به منطقه زمین‌گرمایی ناپل

در زیر شهر ایتالیایی ناپل و اطراف آن یک منطقه زمین گرمایی زیرزمینی و چندین تونل حفر شده وجود دارد که در دوره‌های تاریخی گوناگون ساخته شده‌اند. این منطقه زمین‌گرمایی به طور کلی از کوه وزوو در زیر یک منطقه وسیع که مناطقی از جمله پمپئی، هرکولانیوم و منطقه آتشفشانی فلگریا را در زیر شهر ناپل در بر می‌گیرد. بعلاوه، این منطقه در زیر پوتزولی و منطقه ساحلی بای نیز وجود دارد.